# Ludwigstraße 18 (Mönchengladbach)

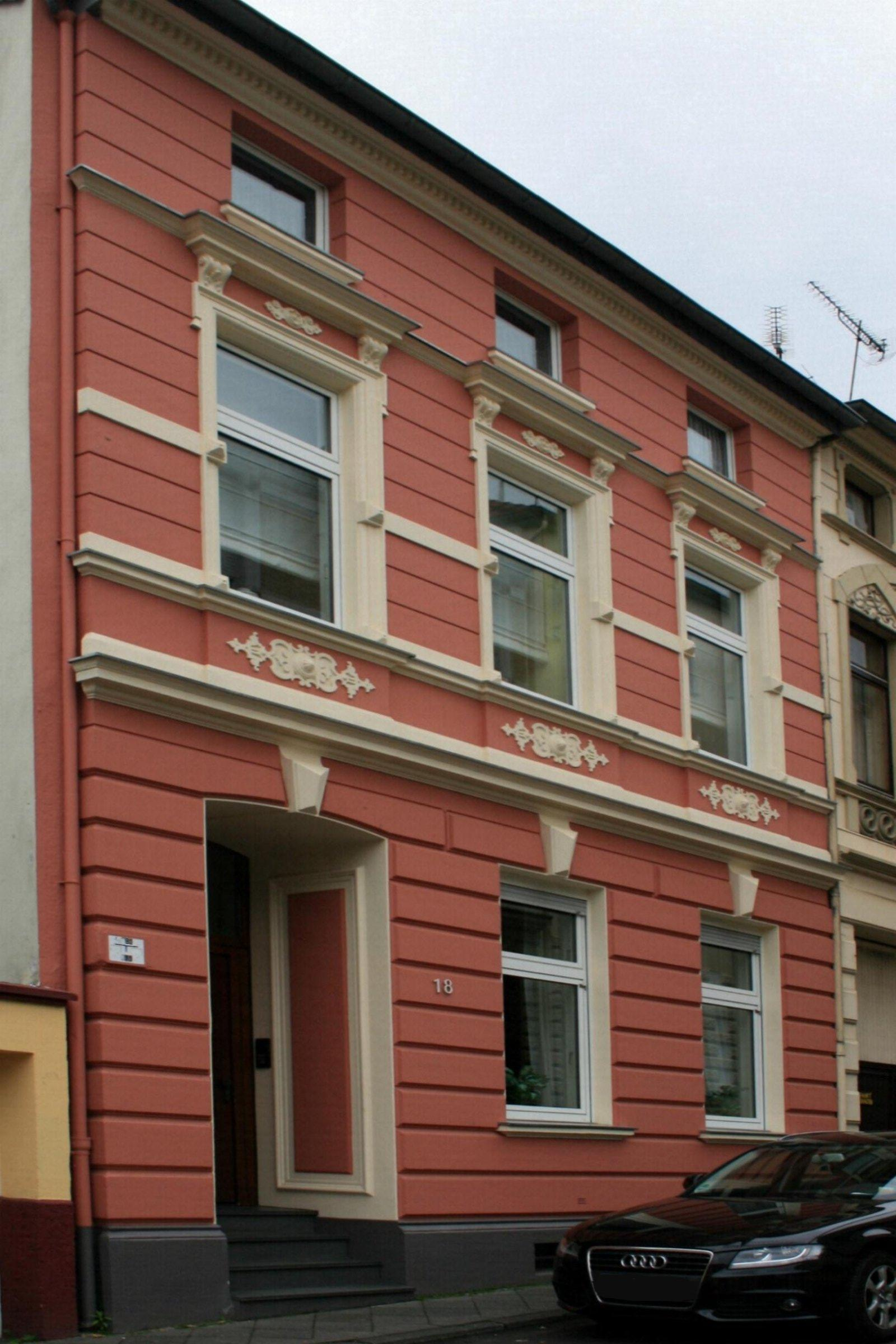
Wohnhaus (2010)

Das Wohnhaus Ludwigstraße 18 befindet sich in Mönchengladbach (Nordrhein-Westfalen) im Stadtteil Gladbach.
Das Gebäude wurde um die Jahrhundertwende 19./20. Jahrhundert erbaut. Es wurde unter Nr. L 026 am 15. Dezember 1987 in die Denkmalliste der Stadt Mönchengladbach eingetragen.

## Lage
Die Ludwigstraße zeichnet den Verlauf der mittelalterlichen Stadtmauer westlich des Abteibergs nach.

## Architektur
Das traufständige, zweieinhalbgeschossige, dreiachsige Wohnhaus steht unter einem Satteldach. Verputzte Straßenfassade, Backsteingiebel und Gartenfassade. Abgesetzter, glatt verputzter Sockel mit querrechteckigen Kellerbelichtungen. Linksseitig der tief eingeschnittene Hauszugang mit leicht angedeutetem Stichbogen, rechts daneben zwei hochrechteckige Fensteröffnungen über schmalen, vermutlich erneuerten Fensterbänken.
Die Putzfläche des Erdgeschosses ist durch tief eingeschnittene Streifen horizontal betont. Über dem Hauszugang und den Fenstern betont je ein vorspringender Keilstein den Sturz. Ein durchlaufendes Gesims schließt das Erdgeschoss ab.
Im Obergeschoss liegen drei hochrechteckige, durch Putzrahmungen mit „Ohren“ und architravierten Verdachungen hervorgehobene Fensteröffnungen in einem durch zurückhaltende Putzlineaturen geprägten Fassadenputz. Ein aufgelegtes Putzband schneidet auf halber Fensterhöhe die Putzrahmungen und ist hier durch verkröpfte Ornamente hervorgehoben. Die Brüstungszonen unter den Fenstern zeigen florale Putzornamentik. Die höherwertige Gestaltung weist das Obergeschoss als Hauptgeschoss aus.
Die Architrave über den Fenstern leiten zu einem weiteren Geschossgesims über, über dem sich die querrechteckigen Fensteröffnungen des Drempels in der gleichfalls zurückhaltend behandelten Fassade öffnen. Ein Kastengesims mit Zahnschnittleiste sowie erneuerter, vorgehängter Dachrinne schließt die Fassade ab.